# Gusow-Platkow
Gusow-Platkow – gmina w Niemczech, w kraju związkowym Brandenburgia, w powiecie Märkisch-Oderland, wchodzi w skład urzędu Seelow-Land. Do 31 grudnia 2021 wchodziła w skład urzędu Neuhardenberg. Leży na historycznej ziemi lubuskiej.

## Historia
Gmina powstała 31 grudnia 1997 z połączenia gmin Gusow (pol. Guzów) i Platkow.
Ok. 1400 wymienione wsie przynależały administracyjnie do dekanatu żelowskiego w diecezji lubuskiej.

## Zabytki
- Pałac wraz z parkiem i oranżerią
- Ruiny kościoła z XVII w.

## Demografia
Wykres zmian populacji Gusow-Platkow w granicach z 2013 r. od 1875 r.:

## Galeria

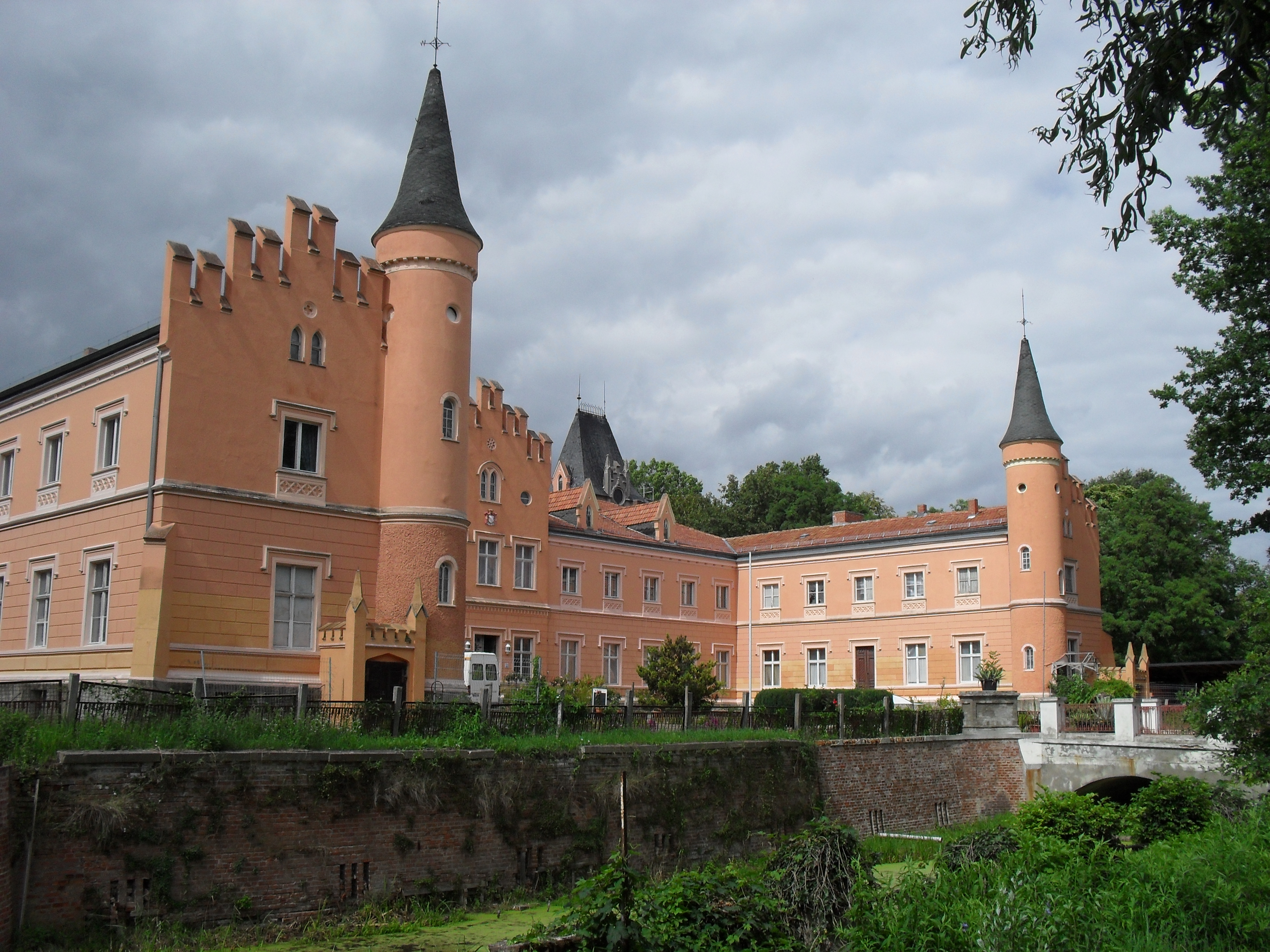
Pałac w Gusow
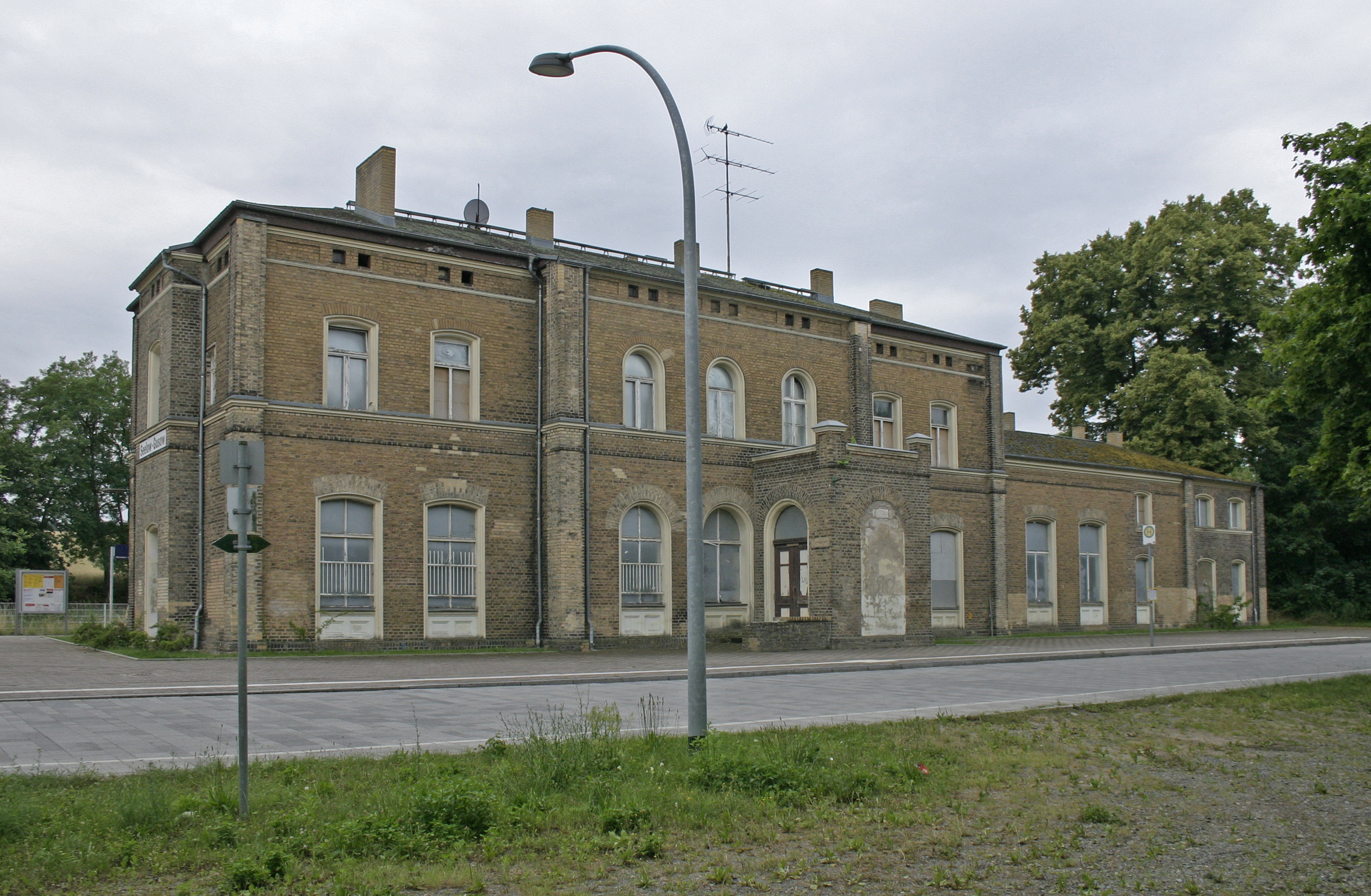
Stacja kolejowa w Gusow
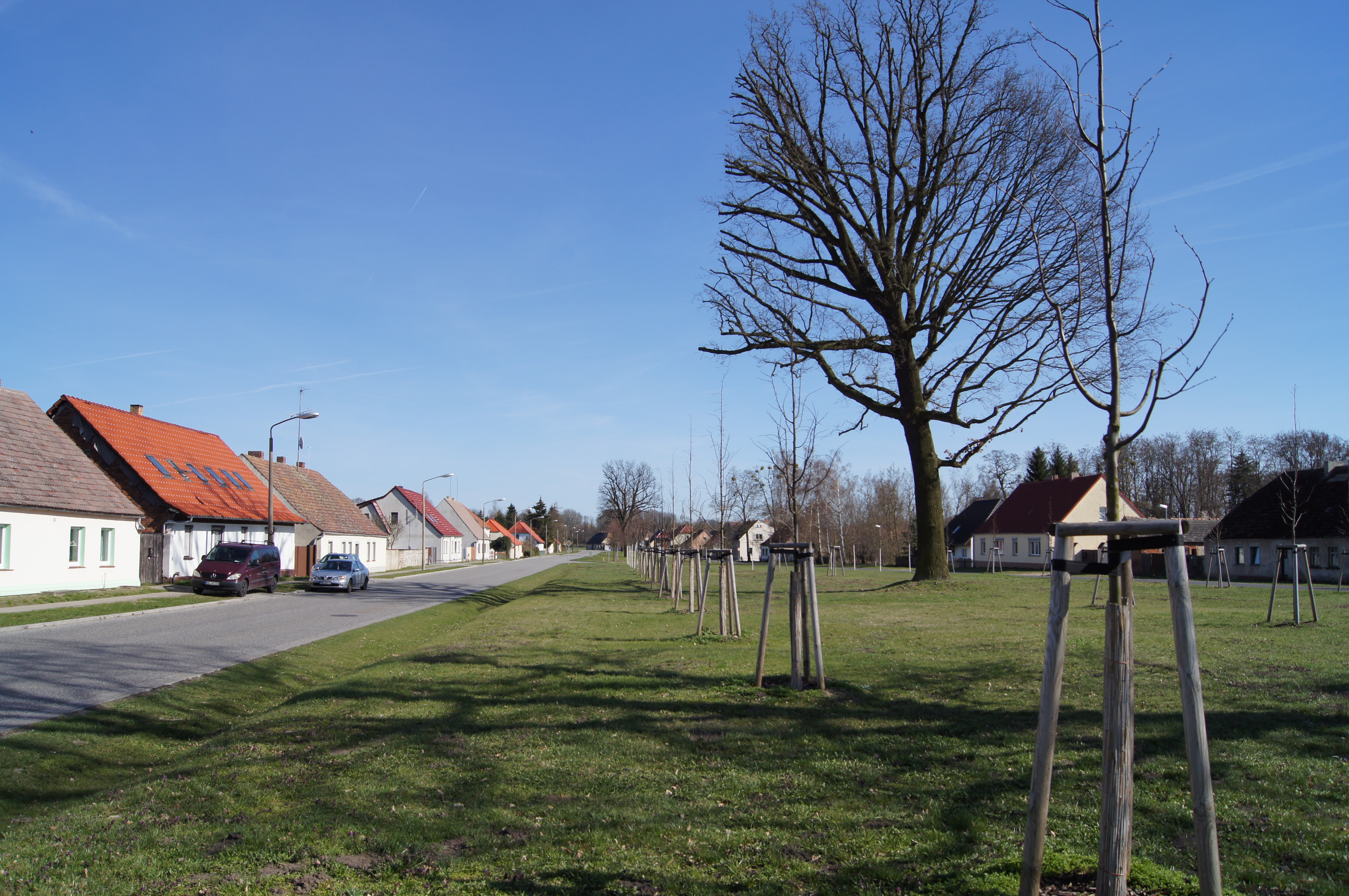
Platkow